# Castara

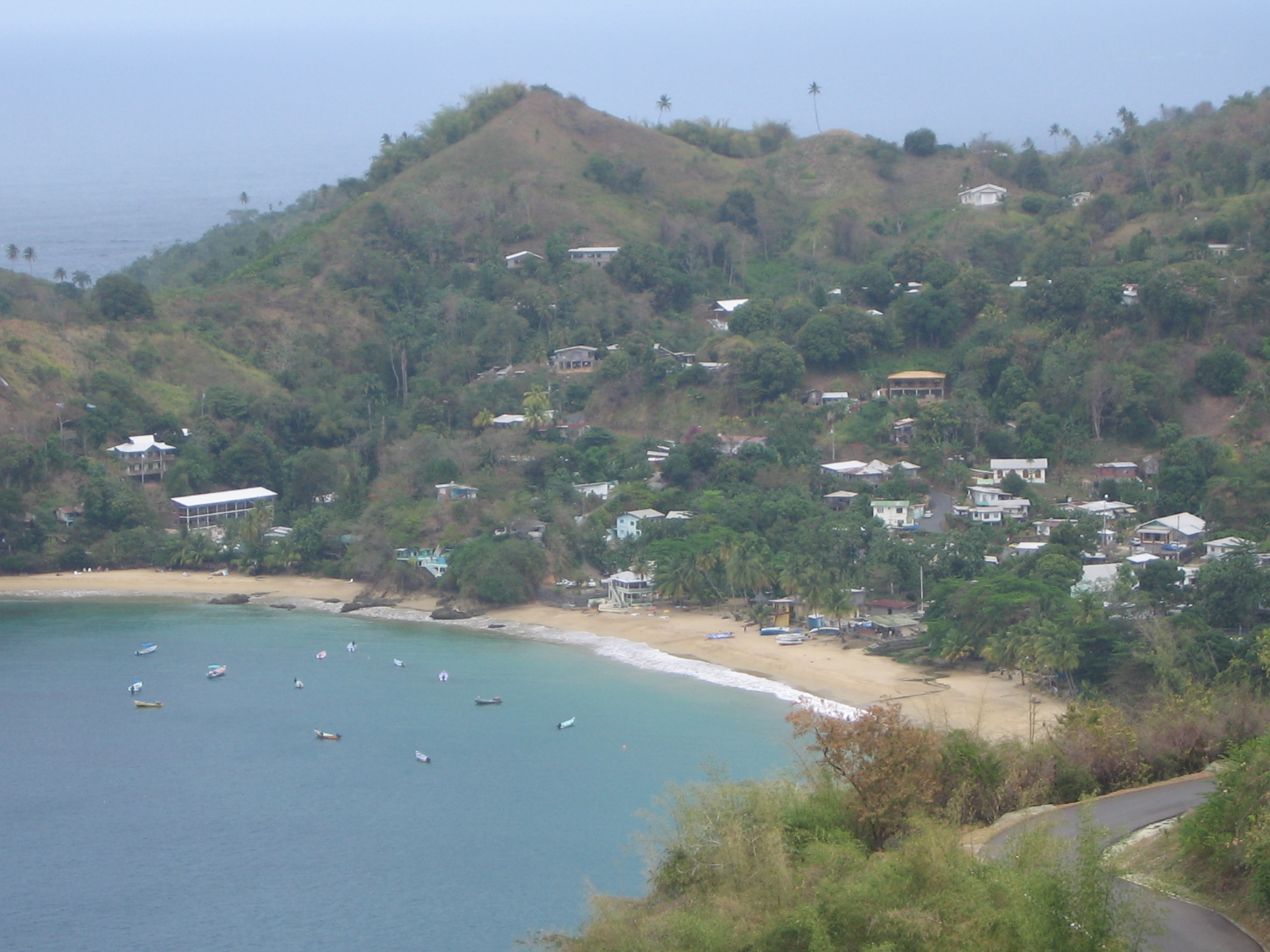
Le village de Castara

Castara est un village pittoresque situé sur la côte nord de l'île de Tobago.
L'activité économique est basée sur la pêche et l'agriculture, ainsi qu'avec le développement du tourisme.
L'ancien premier ministre et président de Trinité-et-Tobago, A. N. R. Robinson, a étudié à l'école Methodiste de Castara où son père était directeur.